# Platylabus judaicus
Platylabus judaicus är en stekelart som beskrevs av Berthoumieu 1900. Platylabus judaicus ingår i släktet Platylabus och familjen brokparasitsteklar. Inga underarter finns listade i Catalogue of Life.